# Dimitri Walgenwitz
 (janvier 2020).
Si vous disposez d'ouvrages ou d'articles de référence ou si vous connaissez des sites web de qualité traitant du thème abordé ici, merci de compléter l'article en donnant les références utiles à sa vérifiabilité et en les liant à la section « Notes et références ».
Dimitri Walgenwitz est un joueur français de volley-ball né le 11 avril 1994 à Bordeaux (Gironde). Il évolue au REC VOLLEY (Rennes Étudiants Club) au poste de passeur en Ligue B Masculine et mesure 1,79 m.

## Clubs
| Club                | De        | À         |
| ------------------- | --------- | --------- |
| Spacer's Toulouse   | 2011-2012 | 2014-2015 |
| Paris Volley        | 2015-2016 | 2016-2017 |
| Spacer's Toulouse   | 2017-2018 | 2017-2018 |
| Plessis-Robinson VB | 2018-2019 | 2019-2020 |
| Rennes EC           | 2020-2021 | ...       |

## Palmarès en club
- Championnat de France
  - Champion : 2016[1]
- Championnat universitaire :
  - Finaliste : 2017
- Universiade :
  - 4e : 2019[2]